# Sukaraja (Batu Brak)
Sukaraja is een bestuurslaag in het regentschap Lampung Barat van de provincie Lampung, Indonesië. Sukaraja telt 557 inwoners (volkstelling 2010).